# Sabrina (artist)
Sabrina, döpt Teresa Villa-Lobos, född 1983, är en portugisisk sångerska som efter att ha vunnit den nationella tävlingen representerade sitt hemland i Eurovision Song Contest 2007 i Helsingfors med bidraget Dança Comigo (vem ser feliz). Sabrina missade finalen med endast tre poängs marginal mot Moldaviens Natalia Barbu och slutade alltså på 11:e plats i semifinalen.